# Northwood Hills
Northwood Hills è una stazione della metropolitana di Londra sulla Linea Metropolitan.

## Storia
La stazione venne aperta il 13 novembre 1933. Venne indetto un referendum per decidere quale nome dare alla stazione e "Northwood Hills" venne suggerito da una donna di North Harrow. L'area si trova ad una quota più bassa di Northwood, nonostante il nome.

## Interscambi
Nelle vicinanze della stazione effettuano fermata alcune linee urbane automobilistiche, gestite da London Buses.
- Fermata autobus

## Galleria d'immagini

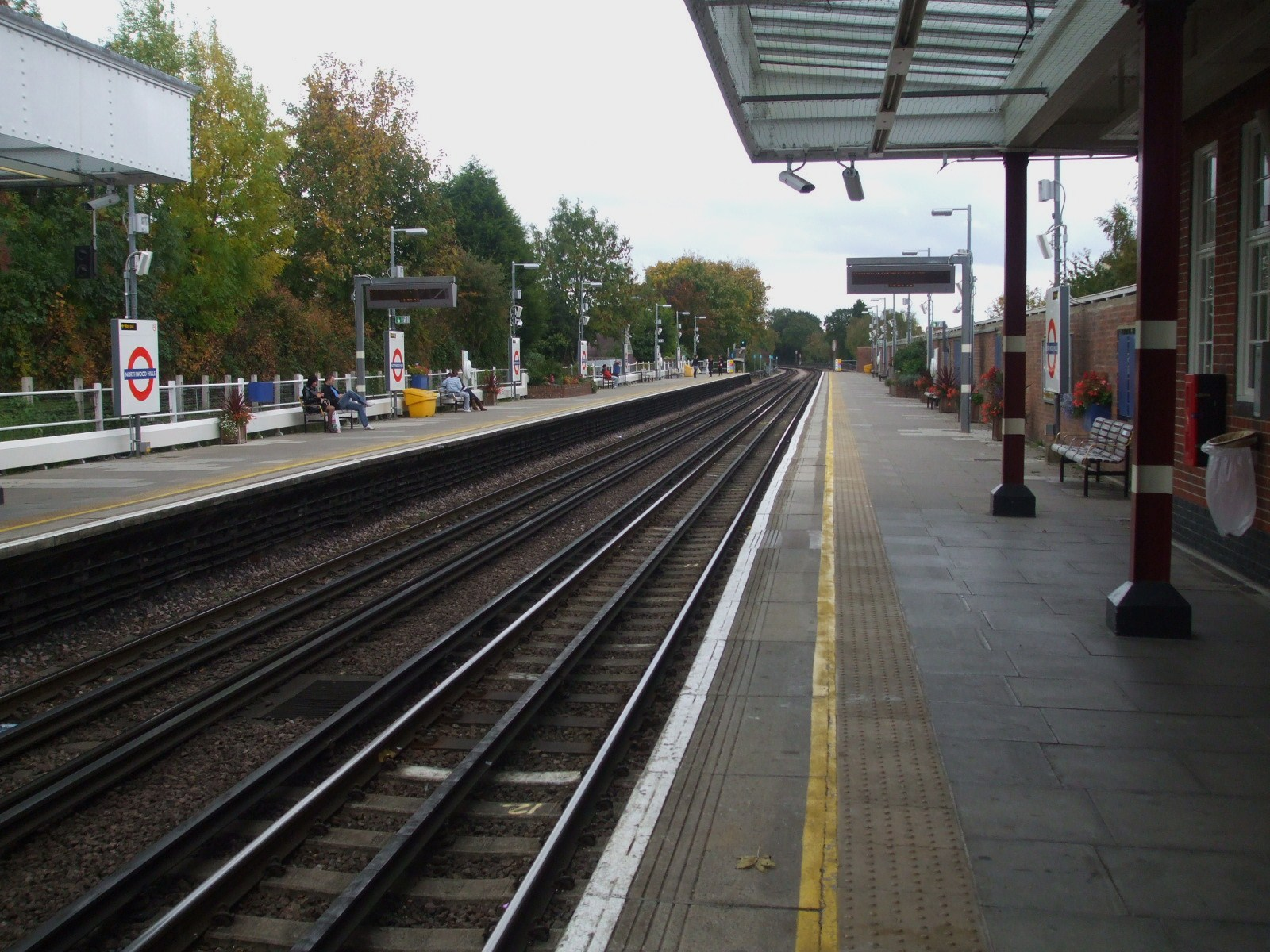
Piattaforma direzione nord guardando ad est
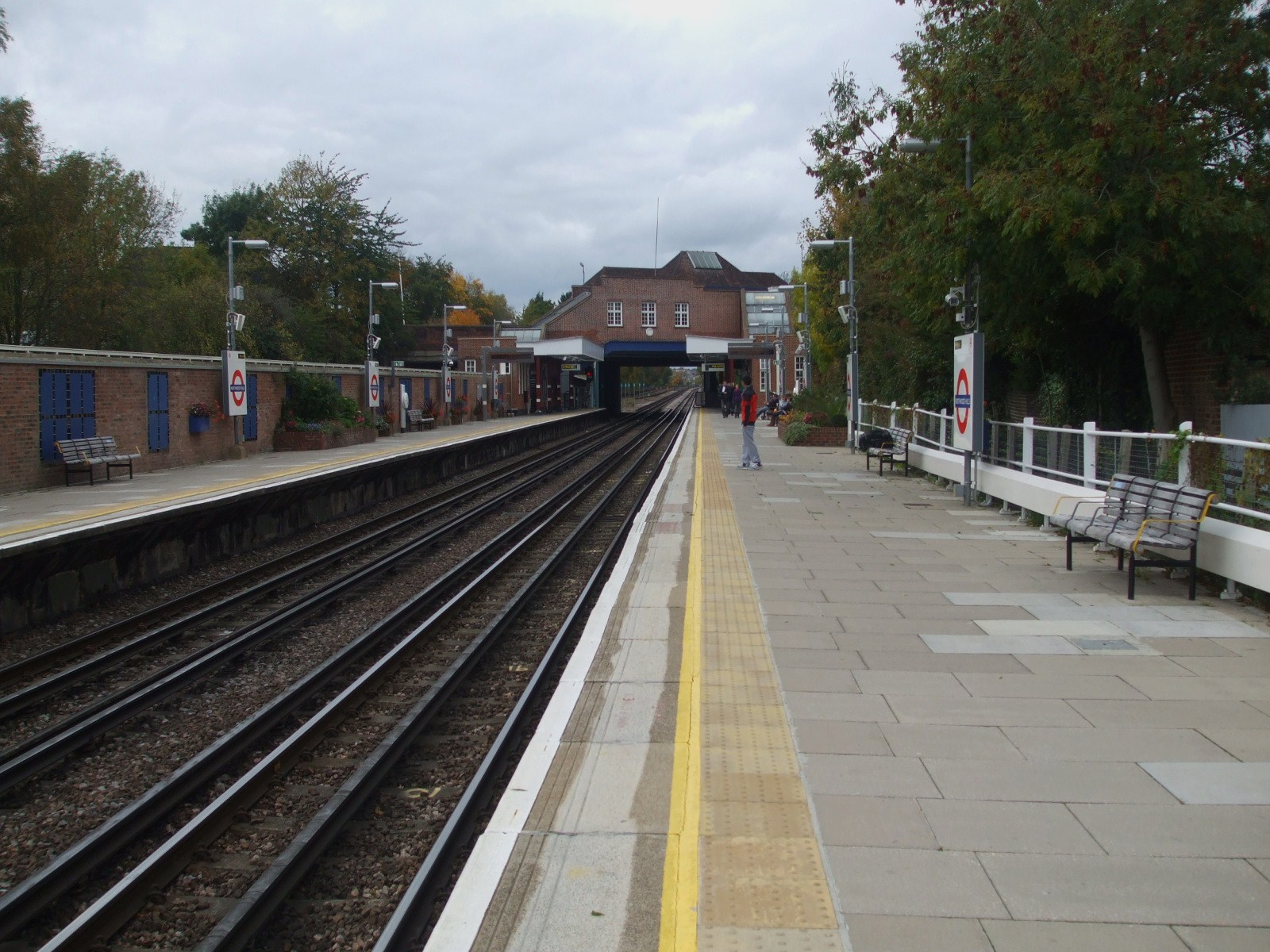
Piattaforma direzione sud guardando ad ovest
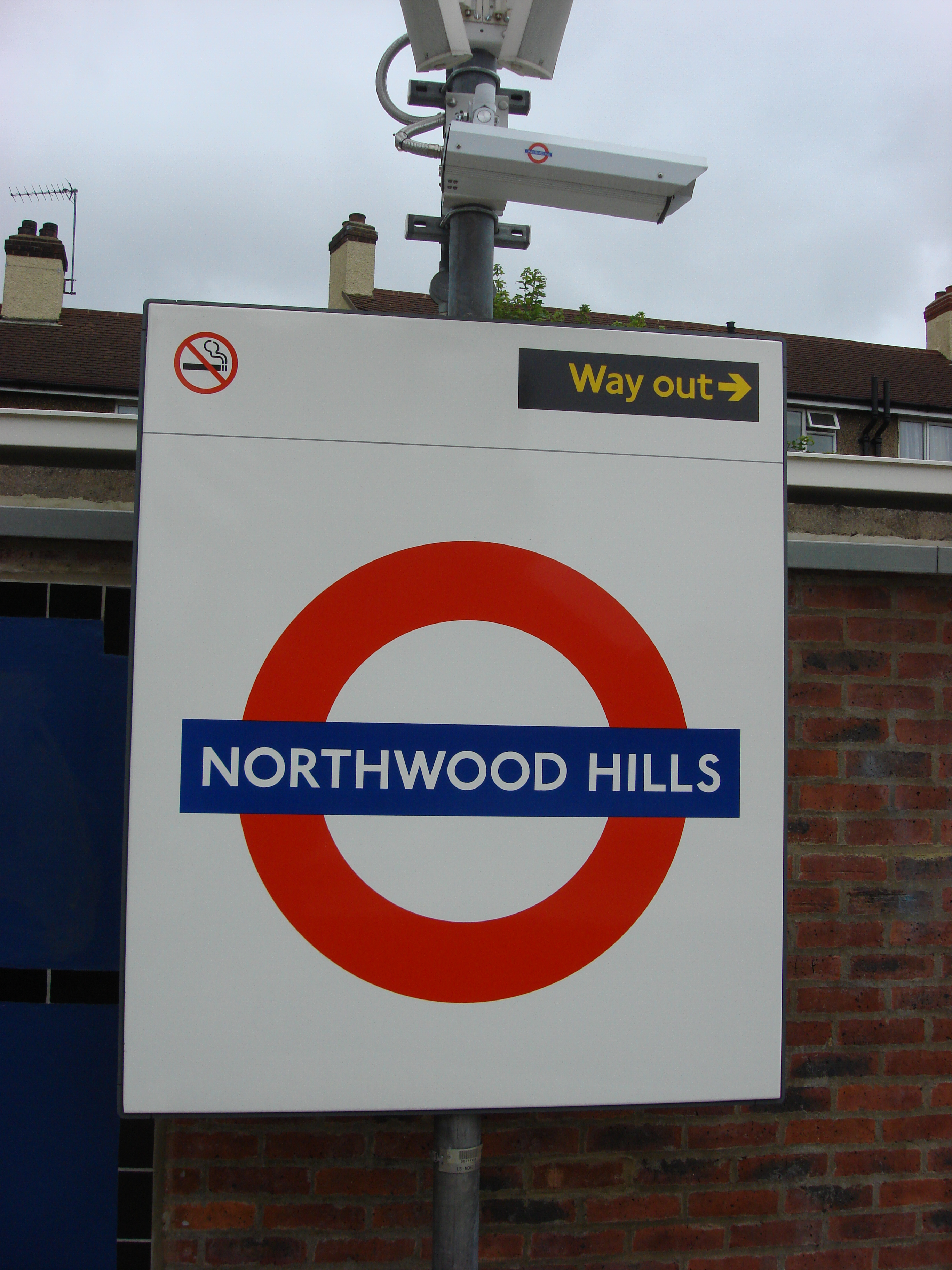
Segnale di stazione